# Amphicallia pactolica
Amphicallia pactolica là một loài bướm đêm thuộc phân họ Arctiinae, họ Erebidae.